# Reelfoot-tó
A Reelfoot-tó sekély természetes tó, amely Tennessee északnyugati részén található, s átnyúlik Kentucky nemzetközösség területére is. Legnagyobb része valójában mocsár, sok természetes és mesterséges csatornával, amelyek összekötik a tó medencéjét. A legnagyobb ilyen medence a Blue Basin. A tó fája az amerikai mocsárciprus (bald cypress) és kedvenc fészkelőhelye a fehérfejű rétisasnak. A tó és környéke a Reelfoot Lake State Park. A Lake Isom hasonló kicsi tó innen közvetlenül délre, mely egyben a National Wildlife Refuge területe.
A népszerű történet szerint a tó az 1811–1812-es New Madrid-i földrengéskor keletkezett és a Mississippi folyó 10-24 órát folyt visszafelé, hogy megtöltse a mélyedést.
A 20. század elején a Reelfoot-tó környéke színhelye volt sok törvénytelen cselekedetnek ("Night Riding"), melyeknek következtében Malcolm R. Patterson kormányzó csatasorba állíttatta az állami katonaságot, s 1908-ban megerősítette a rendet és a törvényt. A probléma akkor kezdődött, amikor egy csoport felvásárolta a tóparti területeket, s maguknak követelték magát a tavat is. Megalapították a West Tennessee Land Companyt s fenntartották maguknak a halászat jogát is. A legtöbb “Night Riders” családja halászatból élt generációról generációra. Két jogász próbálta jogaikat megkérdőjelezni, egyiket meggyilkolták és felakasztották, a másik elmenekült a tavon keresztül. Ez után az eset után a tó elérhetővé vált a nyilvánosság számára.